# Törestorp
Törestorp – miejscowość (tätort) w Szwecji, w regionie administracyjnym (län) Jönköping, w gminie Gnosjö.
Według danych Szwedzkiego Urzędu Statystycznego liczba ludności wyniosła: 262 (31 grudnia 2015), 273 (31 grudnia 2018) i 277 (31 grudnia 2019).